# 2007 en Afghanistan
Cet article présente les faits marquants de l'année 2007 en Afghanistan.

## Évènements

### Janvier
- 16 janvier : Le nouveau secrétaire d'État à la Défense, Robert Gates, en visite, se déclare prêt à y renforcer le contingent américain et adresse un avertissement au Pakistan, qu'il accuse de « double jeu ».

### Février
- 15 février : Le président américain George W. Bush, dans un discours devant l'American Enterprise Institute — une association de néoconservateurs — annonce l'envoi de 3 200 militaires supplémentaires, et exige une plus grande implication de l'OTAN : « ...quand nos commandants (leur) disent : "Nous avons besoin d'une aide supplémentaire", les pays de l'OTAN doivent la fournir ».
- 27 février : Lors de la visite du vice-président américain Dick Cheney à la base américaine de Bagram, un attentat-suicide est perpétré contre l'entrée du camp.

### Mars
- 6 mars : Début de l'offensive de printemps de l'OTAN, dans le nord de la province d'Helmand.
- 11 mars : Les Talibans menacent de tuer Daniele Mastrogiacomo, l'envoyée spéciale du quotidien italien La Repubblica qu'ils ont enlevée le 5 mars dernier, si l'Italie ne fixe pas une date au retrait de ses troupes.
- 15 mars : Les Talibans annoncent la mise à mort pour « espionnage » de Sayed Agha, le chauffeur de la journaliste italienne, tous deux enlevés le 5 mars dernier.
- 19 mars : Daniele Mastrogiacomo, l'envoyée spéciale du quotidien italien La Repubblica est libérée par les Talibans en échange de la libération de cinq talibans.

### Avril
- 3 avril : Deux employés français et leurs trois accompagnateurs afghans de l'ONG Terre d'enfance sont enlevés dans l'ouest du pays. Le lendemain les Talibans revendiquent l'enlèvement.
- 20 avril : Les Talibans menacent le gouvernement français d'exécuter les deux otages de l'ONG Terre d'enfance si les soldats français ne sont pas retirés dans une semaine.
- 28 avril : Céline Cordelier, une des deux membres de l'ONG Terre d'enfance, enlevés le 3 avril par les Talibans, est libérée.

### Mai
- 5 mai : Les Talibans repoussent l'ultimatum pour la libération du deuxième otage français Éric Damfreville jusqu'à « la fin de l'élection présidentielle française ».
- 11 mai : Éric Damfreville, le deuxième otage français de l'ONG Terre d'enfance, enlevés le 3 avril par les Talibans, est libéré dans un état de grande fatigue et il est rapatrié dès le lendemain.
- 26 mai : Les trois otages afghans enlevés le 3 avril avec les deux otages français de l'ONG Terre d'enfance, sont libérés.